# Wilhelm Cederblad
Wilhelm Cederblad, född den 20 mars 1854 i Ljuders socken, Kronobergs län, död den 26 september 1913 i Nacka församling, Stockholms län, var en svensk präst. Han var far till Carl, Sven och John Cederblad.
Cederblad blev student vid Uppsala universitet 1875. Han prästvigdes 1879. Cederblad blev komminister i Överselö församling 1883, kyrkoherde i Jäders och Barva församlingar 1884 och i Nacka församling 1907. Han var kontraktsprost i Österrekarne 1899–1908. Cederblad vilar i en familjegrav på Nacka norra kyrkogård.